# Хетумиди
Хетомиди (на арменски: Հեթումյան – Хетумиян, Хетумян) е условно обозначение на управляващата Киликийска Армения династия в периода 1226 – 1373 г. Името е възприето по арабски (сарацински) образец, но вероятно етимологически издава произхода му – от древните названия на хетите и Мидия, т.е. от Анатолия.
Хетомидите влизат в династичен съюз с фамилията Лузинян и са известни като княжеският дом Ламброн от Българската планина на входа на Киликийската (юдейската) порта.
Основател на владетелския род и първи представител на управляващата династия е Хетум I, който се оженил за Изабела Арменска, след като наследил трона, т.е. властта, от своя баща.

## Генеалогия

### Дом Ламброн
```
Хетум I († 1071), 
властелин
 на Ламброн
│
└──> Ушин I († 1110), властелин на Ламброн
     X женен за принцеса от дома на 
Арцрунидите

     │
     └──> Хетум II († 1143), властелин на Ламброн
          │
          ├──> Ушин II (1125 † 1170), властелин на Ламброн
          │    X женен за Шандоке Палавони
          │    │
          │    └──> Хетум III (1151 † 1218), властелин на Ламброн
          │         X1) Ne, женен за дъщеря на 
Торос II
, владетел на Киликийска Армения
          │         X2) Ne
          │         │
          │         ├2:> Константин (1180 † 1250), владетел на Ламброн
          │         │    X 
Стефани Барбарон

          │         │    │
          │         │    ├──> Хетум (1220 † 1250)
          │         │    │    X женен за Ехи де Поатие, дъщеря на 
Раймонд Антиохийски

          │         │    │    │
          │         │    │    ├──> Кирана († 1285)
          │         │    │    │    X 
Лъв III Арменски

          │         │    │    │
          │         │    │    └──> Аликс
          │         │    │         X 
Балян Ибелин
 (1240 † 1302)
          │         │    │
          │         │    └──> Аликс, владетел на Ламброн
          │         │         X Ушин, властелин на 
Корикос

          │         │
          │         └2:> Аликс Ламбронска († 1220)
          │              X 
Константин Барбарон
```

### Дом на Барбароните
```
          │
          └──> 
Жбат († 1153), властелин Барбаронски
[
източник?
 
(Поискан днес)
]

               │
               ├──> Бакуран († 1199), властелин Барбаронски
               │
               ├──> Васак († април 1199), властелин Барбаронски
               │    │
               │    └──> 
Константин Барбарон
 (1180 † 1263), властелин Барбаронски на Корикос
               │         X1) Ne
               │         X2) Аликс Ламбронска († 1220)
               │         │
               │         ├─1> 
Стефани Барбарон

               │         │    X) Константин, владетел на Ламброн
               │         │
               │         ├─2> Мари Барбарон († 1263)
               │         │    X 
Жан Ибелин
 († март 1266)
               │         │
               │         ├─2> 
Стефани Барбарон
 (1220 † 1249)
               │         │    X) 
Хенри Кипърски
```